# Mazda 323
A Mazda 323 (amit Japánban Mazda Familia néven forgalmaztak) egy alsó-közép kategóriás autó volt, amelyet a Mazda cég gyártott 1976-tól 2003-ig. Az Egyesült Államokban eredetileg Mazda GLC néven futott, majd 1989-től Mazda Protegé lett a neve. Dél-Afrikában Mazda Etude néven került forgalomba.
Hirosimában (Japán) gyártották, összeszerelő üzemei Tajvanon, Malajziában, Dél-Afrikában, Kolumbiában és Új-Zélandon működtek.
Észak-Amerikában, a 323/Protegé mindig sokkal drágább volt a hasonló, belépőszintű konkurenseinél, mint például a Toyota Corolla és a Honda Civic, részben azért, mert Japánban gyártották. Az USA autós magazinjai dicsérték, főleg a kezelhetőségét.
Ezen a modellen alapult a Ford Laser és a Ford Meteor Ázsiában, Ausztráliában és más piacokon. Az USA-ban Mercury Tracer néven futott, majd 1989-től Ford Escort-ként.

## 1976
Az első Mazda 323 hátsókerék-meghajtású volt. Az USA-ban Mazda GLC néven árulták (ahol a GLC jelentése Great Little Car, azaz „Nagyszerű Kis Autó”), és a Japánban futó 4. generációs Mazda Familián alapult.
Számos karosszériaváltozattal volt elérhető:
- ötajtós négyüléses csapotthátú
- háromajtós négyüléses csapotthátú
- ötajtós négyüléses kombi
- háromajtós négyüléses kombi
- háromajtós kétüléses áruszállító (van) hosszabbított tetővel.

Sokfajta felszereltségi szinttel voltak kaphatóak.
Motorok:
- 1.0 L PC, 45 lóerő (33,6 kW)/69 N·m
- 1.3 L TC
- 1.4 L UC

Később ötsebességes kéziváltóval szerelték (eredetileg csak négysebességes volt benne), az eredetileg 7"-es kör alakú első fényszórókat felváltotta a négyzet alakú az összes modellen, kivéve a áruszállítón (van), és egyéb stílusbeli és mechanikai változtatásokat végeztek rajta. A háromsebességes automata váltó a modell gyártása alatt végig elérhető volt.
Az áruszállítót (van) csak 1980-ig gyártották (kerek első fényszórókkal), és nem is készült elsőkerékhajtású utódja.
Méretek:
- Tengelytáv: 2311 mm
- Első nyomtáv: 1295 mm
- Hátsó nyomtáv: 1311 mm
- Hossz: 3820 mm
- Szélesség: 1595 mm
- Tömeg: 812 kg

## 1980
Az 1980-as 323 elsőkerék hajtású volt. Csapotthátú és lépcsőshátú verzióban létezett. Az 1980-as Carol/323 volt a Mazda első orrmotoros, elsőkerékhajtású járműve. A kombi az előző generáció ráncfelvarott verziója volt csak, tehát hátsókerék hajtású. A 323 volt a Wheels magazin (Ausztrália) Év Autója 1980-ban.
Motorok:
- 1.1 L "E1" I4, 55 lóerő (40 kW) / 79 N·m (1980-1987)
- 1.3 L "E3" I4, 60 lóerő (44 kW) / 95 N·m (1980-1987)
- 1.5 L "E5" I4, 75 lóerő (56 kW) / 122 N·m (1980-1987)

## 1985
Az 1985-ös 323-ból csapotthátú, lépcsőshátú és kombi (most már elsőkerék hajtással) létezett. A Ford Laser verziója a modellnek a Mercury Tracer alapjául szolgált.
Dél-Afrikában egészen 2003-ig gyártásban maradt. Ford Tonic néven is gyártották. Angliában Sao Penza néven árusították egy rövid ideig. Egy helyileg tervezett pickupot (Hustler) is gyártottak Ford Bantam néven.
Motorok:
- 1980-1987 – 1.1 L E1 I4, 55 lóerő (40 kW) / 75 Nm
- 1980-1987 – 1.3 L E3 I4, 60 lóerő (44 kW) / 95 Nm
- 1980-1987 – 1.5 L E5 I4, 75 lóerő (56 kW) / 122 Nm
- 1987-1989 – 1.5 L E5c I4 katalizátoros, 73 lóerő (54 kW) / 113 Nm
- 1.5 L B5 I4, 75 lóerő (56 kW) / 117 Nm
- 1988-1989 – 1.6 L B6 I4, 82 lóerő (61 kW)
- 1988-1989 – 1.6 L B6T I4 turbo, 148 lóerő (110 kW) / 195 Nm GTX

Méretek:
- Tengelytáv: 2400 mm
- Hossz: 4194 mm
- Szélesség: 1643 mm
- Tömeg: 936 kg